# SN 2011aw
SN 2011aw – supernowa typu Ib/c odkryta 9 marca 2011 roku w galaktyce A135547+2111. W momencie odkrycia miała maksymalną jasność 19,00m.